# New Horizons (album Flyleaf)
New Horizons è il terzo album in studio della band statunitense Flyleaf, pubblicato da A&M Octone Records il 30 ottobre 2012.
È stato prodotto da Howard Benson, che aveva già prodotto diverse registrazioni della band. È l'ultimo album registrato con la cantante Lacey Sturm, che ha annunciato la sua uscita dalla band appena prima dell'uscita dell'album, nell'ottobre 2012.

## Tracce
La lista delle tracce per la Standard Edition è:
No. 	 Titolo: 	 Durata:	

1. 	"Fire Fire" 	 3:03

2. 	"New Horizons" 	3:09

3. 	"Call You Out" 	2:22

4. 	"Cage on the Ground" 	3:24

5. 	"Great Love" 	 3:42

6. 	"Bury Your Heart" 	3:35

7. 	"Freedom" 	 3:20

8. 	"Saving Grace" 	3:44

9. 	"Stand" 	 3:40

10. 	"Green Heart" 	2:44

11. 	"Broken Wings" 3:34